# انجیر خشک
انجیر خشک نام گونه‌ای از تنقلات است که از خشک کردن انجیر تازه با لایه نازکی از آرد برنج ارگانیک پوشیده شده است و این خوراکی خوشمزه علاوه بر استفاده در صنعت غذایی برای تولید خامه، نان، کیک و... به صورت خام نیز قایل استفاده بوده و برای ورزشکاران سرشار از کربوهیدرات، کلسیم، آهن و... بوده است.

## برخی از خواص انجیر خشک
- انجیر خشک درمان کننده یبوست و بیماری های گوارشی است برای درمان کافیست که شب 12عدد انجیر را داخل یک لیوان آب بریزید و صبح ناشتا به مدت 4 هفته میل کنید تا درمان شوید.
- انجیر خشک درمان کنندهٔ نفخ و باد معده می‌باشد.
- انجیر خشک نسبت به انجیر تازه، ۵ برابر بیشتر کالری دارد.
- انجیر خشک دارای مقدار زیادی آهن می‌باشد.[۲]

## فواید انجیر خشک و تاثیر آن در دیابت
در مطالعاتی که سال ۲۰۱۶ صورت گرفت مشخص شد که تنها میوه انجیر دارای فایده نیست و برگ‌های این درخت هم تاثیر بسیار زیادی در کنترل انسولین و درمان بیماری دیابت دارند. علاوه بر این عصاره انجیر می‌تواند با متعادل کردن اسید چرب خون و ویتامین E در درمان دیابت مؤثر باشد. اگر دچار دیابت هستید با پزشک خود درباره استفاده از انجیر صحبت کنید و دقت داشته باشید که انجیر تنها می‌تواند مکملی در برنامه غذایی شما باشد و جایگزین درمان‌های پزشکی یا آزمایش های مؤثر در درمان دیابت نیست.

## فواید انجیر خشک و تاثیر آن در زیبایی پوست
در طب سنتی از انجیر به عنوان داروی زیبایی و اکسیر جوانی یاد می‌شود. انجیر تاثیر بسیار زیادی در درمان اگزما، ویتیلیگو و پسوریازیس دارد. بر اساس تحقیق ها و آزمایش‌های انجام شده، شیره درخت انجیر می‌تواند زگیل را بدون عوارض جانبی درمان کند.
کسانی که مشکا لاغری صورت دارند توصیه میشود روزانه یک مشت آجیل یا انجیر خشک میل نملیند که سرشار از انرژی است

## فواید انجیر خشک و تاثیر آن بر سلامت مو
انجیر یکی از محبوب‌ترین ماده‌ها در ساخت شامپو، نرم کننده و ماسک مو است. این میوه رشد موها را تقویت کرده و رطوبت مورد نیاز مو را تامین می‌کند. وجود ویتامین‌های مغذی مانند : روی، مس، سلنیوم، منیزیم، کلسیم، ویتامین‌های گروه B و ویتامین سی تاثیر بسیار زیادی در سلامت مو خواهد گذاشت. علاوه بر این انجیر در درمان ریزش مو هم مؤثر است و باعث تسریع در بهبود فولیکول مو می‌شود. به خصوص زنانی که در یائسگی دچار ریزش مو می‌شوند با استفاده از انجیر می‌توانند این مشکل را برطرف کنند.برای درمان ریزش مو شما هر هفته 10 عدد انجیر خشک رو در میان وعده خود میل نمایید که هم یک میان وعده عالی و هم برای درمان انواع بیماریها از جمله یبوست.

## نگارخانه

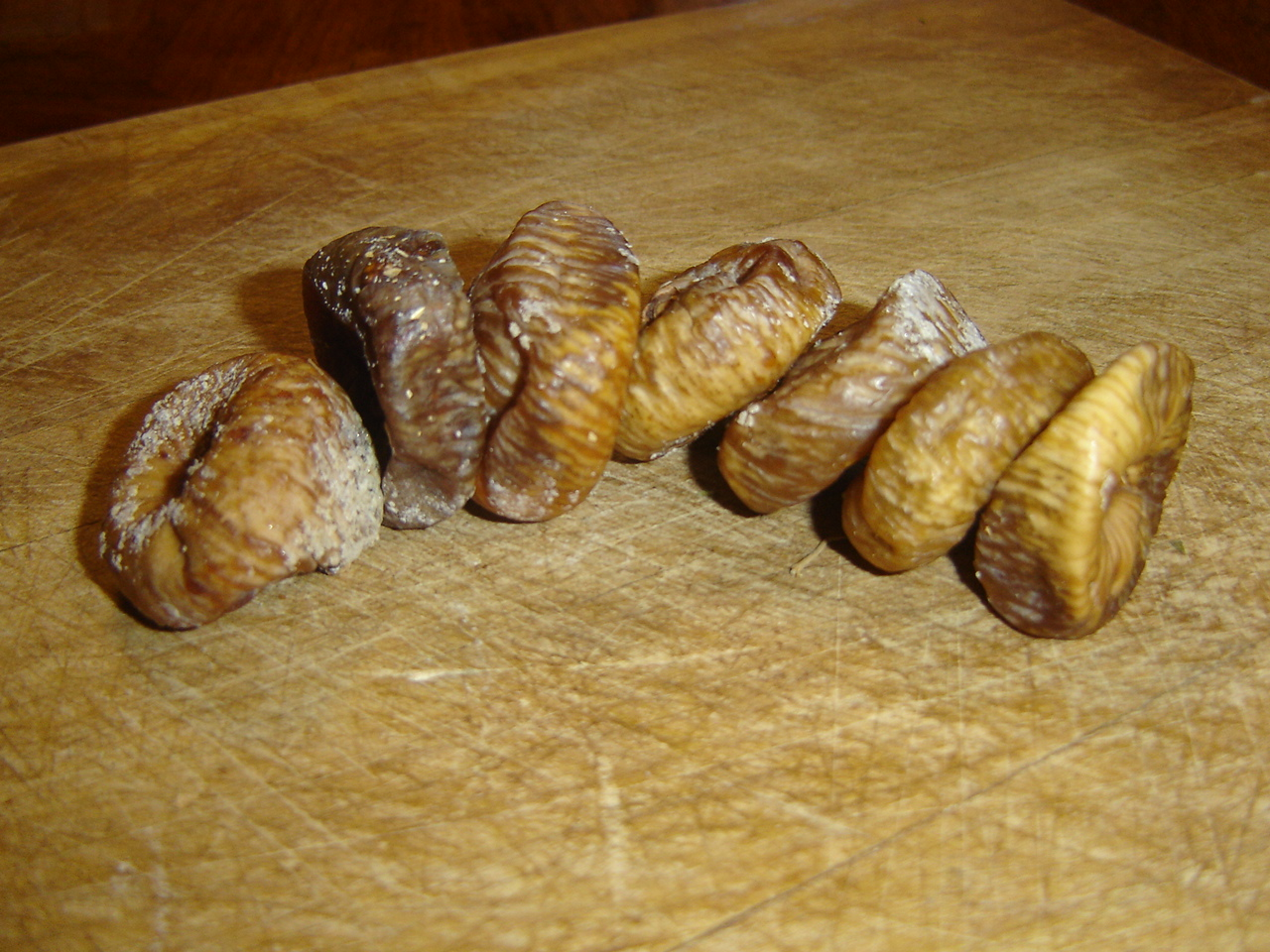
انجیر خشک
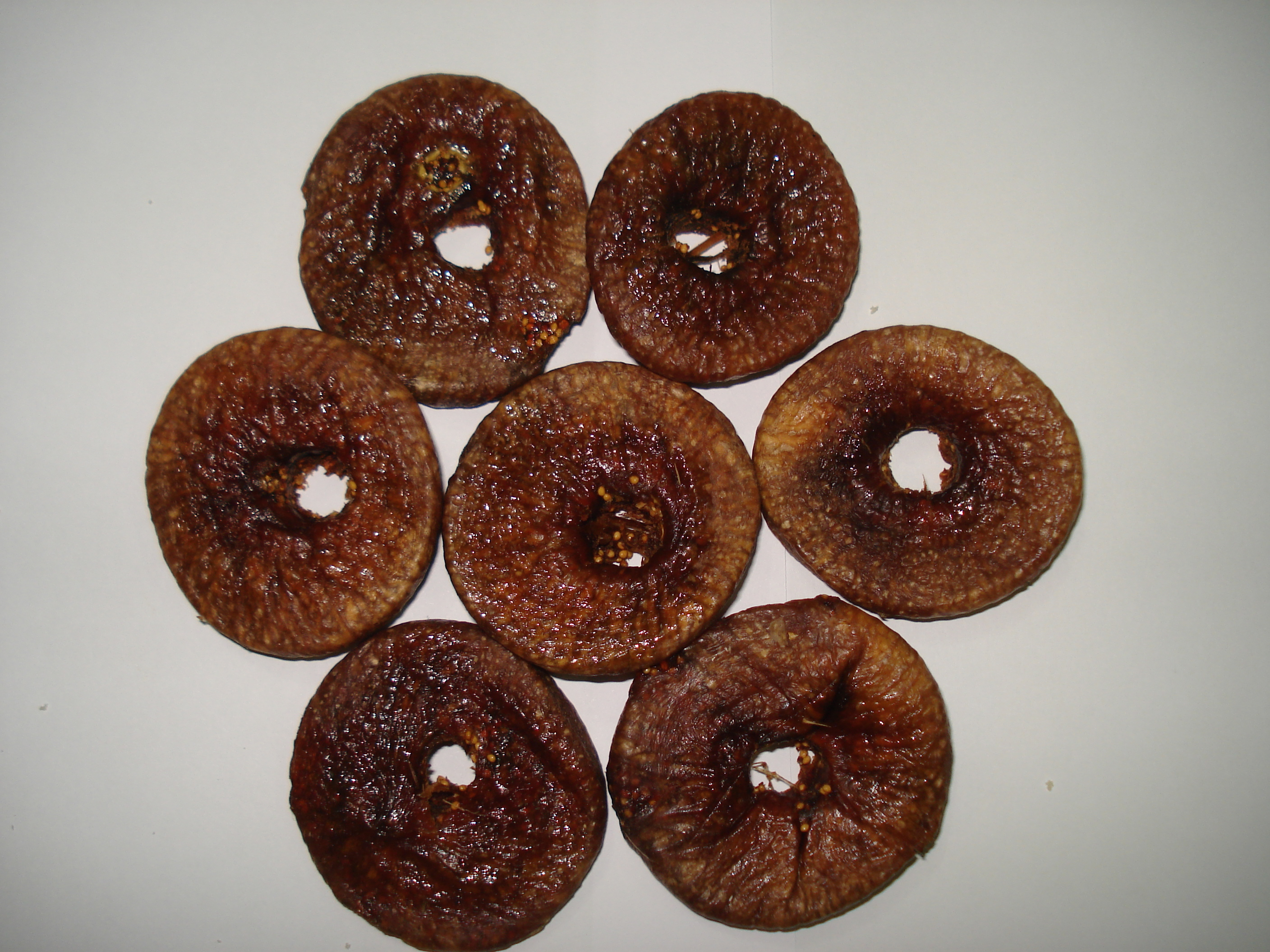
انجیر خشک سیاه
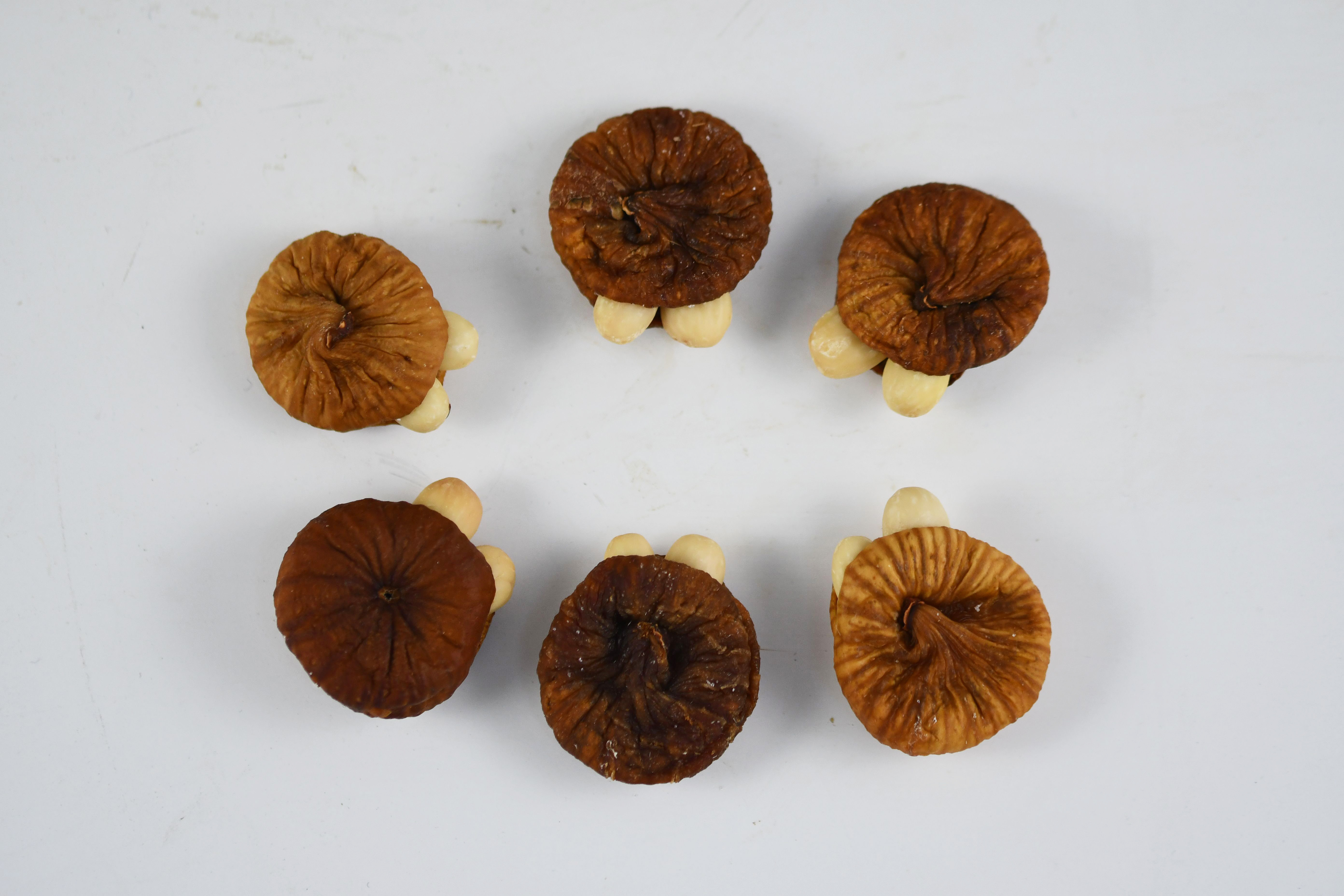
انجیر خشک از گونه های مختلف
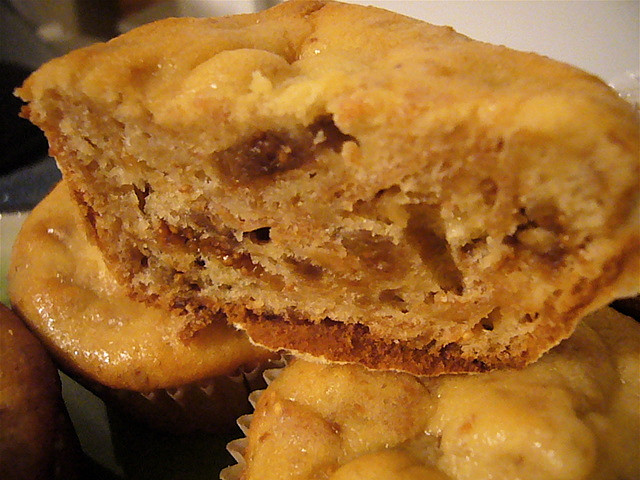
پخت کاپ کیک با انجیر خشک